# Taz (personaggio)
Il Diavolo della Tasmania (Tasmanian Devil), comunemente noto come Taz, è un personaggio immaginario dei cartoni animati Warner Bros. Looney Tunes e Merrie Melodies. 
Sebbene il personaggio sia apparso in soli cinque cortometraggi prima che la Warner Bros. Cartoons chiudesse nel 1964, le apparizioni commerciali e televisive hanno successivamente spinto il personaggio verso una nuova popolarità negli anni novanta, che sfociò nel ruolo da protagonista della serie Tazmania. Nel 2023 è protagonista anche di Taz: Alla ricerca dell'hamburger, uscito direttamente sulle piattaforme digitali. Il suo nome proprio viene rivelato nel corto del 1957 Il coniglio goloso.

## Personalità
Taz è generalmente raffigurato come un feroce (seppur ottuso) diavolo della Tasmania, dal temperamento irascibile e poco paziente, anche se può essere molto subdolo, a volte anche dolce. Il suo enorme appetito sembra non conoscere limiti, poiché mangia qualsiasi cosa sul suo cammino. È un personaggio selvaggio e primitivo, può camminare su due zampe ma non è in grado di parlare distintamente. Il suo caratteristico modo di muoversi e attaccare è quello di girare su sé stesso a una velocità enorme che lo fa sembrare un piccolo tornado, dove ogni tanto si possono vedere le sue mani o i suoi piedi ruotare caoticamente; quando attacca in questa forma è capace di perforare rocce, terreni e alberi spessi senza rallentare la sua marcia. Oltre alla sua velocità, è conosciuto anche per i suoi discorsi costituiti principalmente da grugniti e ringhi (nelle sue prime apparizioni, parla con una grammatica primitiva) e la sua dieta onnivera, poiché è in grado di mordere quasi tutto. Taz ha un punto debole: può essere calmato da quasi ogni musica. Mentre si trova in questo stato calmo, può essere facilmente affrontato. L'unico strumento non in grado di pacificare Taz è la cornamusa, che trova insopportabile.